# María Ángeles Parejo Jiménez
María Ángeles Parejo Jiménez (Terrassa, Vallès Occidental, 22 de març de 1969) és una exfutbolista catalana.
Davantera, començà a practicar el futbol a l'Escola de Futbol de Terrassa i, posteriorment, jugà al Centre d'Esports Sabadell Futbol Club, amb el qual competí a la Lliga catalana i la Copa Generalitat. Després d'un torneig internacional, el 1988 fou fitxada pel president del Torino per 300.000 pesetes, juntament amb la seva germana bessona Isabel. A la Lliga italiana desenvolupà gran part de la seva carrera esportiva. Destacà les tretze temporades que jugà amb el Sassari Torres (1990-2002, 2010-11), amb el qual guanyà quatre Serie A (1993-1994, 1999-2000, 2000-2001, 2010-2011), quatre Copes d'Itàlia (1991, 1995, 2000, 2001) i dues Supercopes italianes (2000-01, 2011-12). També jugà a l'Atletico Oristano (2003-05), Olbia (2005-06), Roma CF (2006-09) de la Sèrie A2, ASD Reggiana (2009-10), guanyant una Copa d'Itàlia. Competí professionalment a la Lliga japonesa amb el Takaruza Bunny el 1998. Es retirà de la competició als quaranta-dos anys.
Internacional amb la selecció espanyola en divuit ocasions entre 1988 i 1999, debutà amb disset anys. Competí a l'Eurocopa de 1997, anotant el primer gol de la selecció en una competició internacional i finalitzant en tercera posició. Fou escollida en l'equip ideal del torneig.
L'octubre de 2023 en una entrevista al diari Marca denuncià les condicions i el masclisme sofert a la selecció espanyola per part de la Federació Espanyola de Futbol.

## Palmarès
Clubs
- 4 Lligues italianes de futbol femenina (1993-1994, 1999-2000, 2000-2001, 2010-2011)
- 5 Copes d'Itàlia de futbol femenina (1991, 1995, 2000, 2001, 2010)
- 2 Supercopes italianes de futbol femenina (2000-01, 2011-12).
- 1 Campionat d'Itàlia de Sèrie A2 (2007-08)

Selecció espanyola
- 1 medalla de bronze al Campionat d'Europa de futbol de 1997